# Tychy Lodowisko
Tychy Lodowisko – końcowy przystanek kolejowy Szybkiej Kolei Regionalnej w Śródmieściu Tychów pod wiaduktem w ciągu ulicy kardynała Stefana Wyszyńskiego. W bezpośrednim sąsiedztwie znajduje się Stadion Zimowy. Przystanek powstał w 2012 roku w ramach rozbudowy Szybkiej Kolei Regionalnej.

## Ruch pasażerski
| Rok  | Wymiana pasażerska na dobę |
| ---- | -------------------------- |
| 2017 | 600-799                    |
| 2022 | 1 000-1 500                |

## Historia

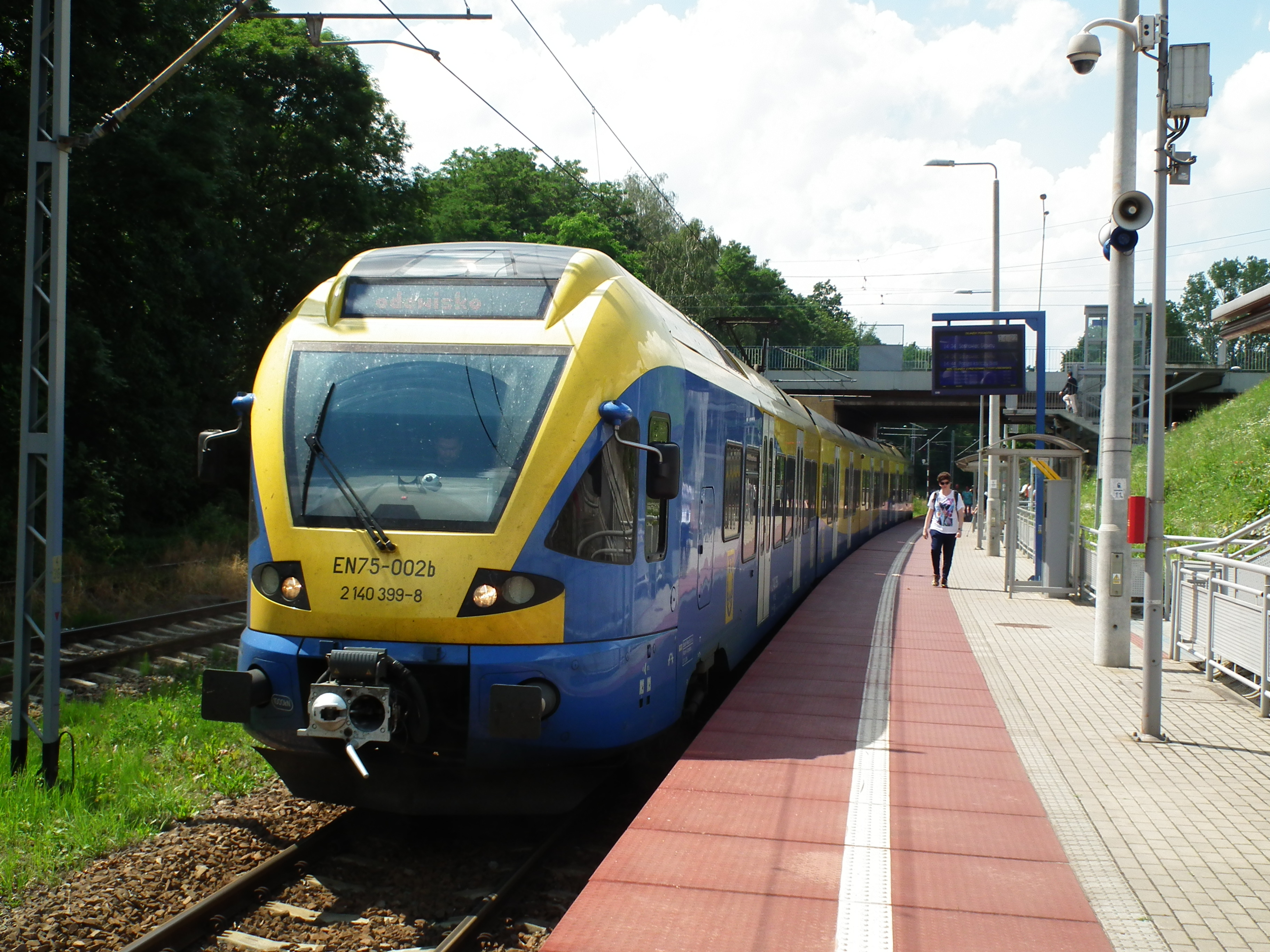
EN75-002 z Katowic

15 lutego 2011 PKM Tychy podpisało umowę z Przedsiębiorstwem Robót Komunikacyjnych na budowę przystanków Tychy Lodowisko, Tychy Aleja Bielska i Tychy Grota-Roweckiego oraz modernizację przystanku Tychy Zachodnie.
Wszystkie te przystanki zostały otwarte 1 września 2012. Tego samego dnia Przewozy Regionalne wydłużyły do Tychów Lodowiska relacje swoich pociągów kończących dotychczas bieg w Tychach Mieście. 9 grudnia 2012 obsługa przystanku, podobnie jak i całej SKR, została przejęta przez Koleje Śląskie. 18 grudnia władze Tych podpisały umowę z firmą Aldesa Construcciones na budowę dwóch parkingów Park & Ride (z 352 miejscami parkingowymi każdy) zlokalizowanych przy przystanku Tychy Lodowisko oraz stacji Tychy. 29 czerwca 2015 parking został oddany do użytku.

## Linie kolejowe
Przystanek znajduje się przy torze łączącym nr 696 Tychy Miasto – Tychy Lodowisko, biegnącym równolegle do linii nr 179 Tychy – Mysłowice Kosztowy. Za przystankiem od strony Mysłowic znajduje się kozioł oporowy.

## Infrastruktura
Na przystanku znajduje się jeden peron o długości 220 m, wyposażony w automaty biletowe, dynamiczną informację pasażerską, megafony, monitoring, oświetlenie, wiaty i słupki alarmowo-rozmówne.
Obok przystanku znajduje się 4-kondygnacyjny parking Parkuj i Jedź, mogący pomieścić 352 samochody i 50 rowerów. Na parkingu znajduje się 18-metrowy tunel łączący go bezpośrednio z peronem przystanku.

## Ruch pociągów
Przystanek jest przystankiem końcowym Szybkiej Kolei Regionalnej (linia S4 Kolei Śląskich Sosnowiec Główny – Tychy Lodowisko). Na linii obowiązuje takt 1-godzinny. Część kursów kończy/rozpoczyna bieg w Katowicach.
W roku 2021 przystanek obsługiwał 1000–1500 pasażerów na dobę.

## Komunikacja z przystankiem
W pobliżu przystanku kolejowego Tychy Lodowisko znajdują się przystanki autobusowo-trolejbusoweTychy Lodowisko i Tychy Osiedle O obsługiwane przez ZTM oraz wypożyczalnia rowerów miejskich.